# ألكسندرا شريتح
ألكسندرا شريتح هي مؤلفة لبنانية، اشتهرت بكتاباتها الصريحة وتصويرها العقبات التي تواجه المرأة العربية.

## بداية حياتها والتعليم
ترعرعت ألكسندرا مع والدتها الروسية ووالدها اللبناني في منطقة محافظة دينياً.
حصلت ألكسندرا على درجة البكالوريوس في اللغة الإنجليزية وآدابها من الجامعة الأمريكية في بيروت، لبنان.
بعد حصولها على منحة زمالة في الدراسات العليا من جامعة ييل الأمريكية، بدأت ألكسنرا رسالة الدكتوراه خاصتها عن الأدب المقارن خلال خريف عام 2009 . خلال فترة التحاقها بجامعة ييل، حصلت ألكسندرا على درجة ماجستير الآداب في الأدب المقارن عام 2012، كما حصلت على درجة ماجستير الفلسفة في الأدب المقارن عام 2013 . تُدَرّس ألكسندرا الكتابة الإبداعية في جامعة ييل الأمريكية.

## دائما كوكا كولا
أنهت ألكسندرا روايتها الأولى بعنوان «دائما كوكا كولا» أثناء فترة دراستها بالجامعة الأمريكية في بيروت. كتبت الرواية بعد صياغة قصتها من أجل مهمة دراسية كلفت بها في صف الكتابة الإبداعية باللغة العربية. بطلة الرواية هي فتاة في السن الجامعي تهتم بالحفاظ على طهارتها وتقريبا تتبع التقاليد الإسلامية في هذا الموضوع. تدعى تلك الفتاة عبير ورد. كانت صديقتها المقربة هي عارضة تدعى يانا. كانت يانا حامل خارج إطار الزواج، وكانت عبير تحاول مساعدتها. كانت مهنة يانا كعارضة تجعلها تظهر في إعلانات المشروبات الغازية بجسدها شبه العاري. تشاهد وتواجه عبير العديد من المهاجمات على أجساد النساء، وتختبر لحظة الانتقال إلى سن البلوغ.
نُشِر النص الكتابي للرواية في مايو عام 2009، بعد أن تلقّى عروضاً من ثلاثة ناشرين لنشره. تمت ترجمة الرواية إلى اللغة الإنجليزية من قِبَل المترجمة ميشيل هارتمان في عام 2012. تلقت الرواية نقداً إيجابياً لتسليطها الضوء على حياة المرأة العربية.
قالت ألكسندرا عن الرواية: «لم أكن أحاول كتابة شيء غير عادي، إنه فقط مجرد الناس الذين نراهم كل يوم».

## علي وأمه الروسية
في عام 2010، نشرت ألكسندرا روايتها الثانية بعنوان «علي وأمه الروسية». ومثل الرواية السابقة، ترجمت ميشيل هارتمان هذه الرواية أيضا إلى اللغة الإنجليزية. حافظت ميشيل على إغفال ألكسندرا عن تقسيم الرواية إلى فصول وعناوين فرعية لصالح فكرة «التدفق المستمر من الكلمات».
تتحدث الرواية عن رجل عربي مثلي الجنس. يكتشف هذا الرجل أن أحد أسلافه القدامى كان يهوديا.

## وصلات خارجية
- Alexandra Chreiteh's Linkedin